# Nicolao Landuchio
Nicolao Landuchio fue un escritor italiano que compiló tres diccionarios. Su Dictionarium linguae cantabricae (Bocabularioa ezqueraz jaquiteco eta ezqueraz verba eguiteco) fue escrito en el dialecto alavés del euskera (el primero en ese idioma), hoy extinguido. Se trata de un manuscrito escrito en 1562 que, sin embargo, no publicado hasta 1958 (ed. de Manuel Agud y Koldo Mitxelena) y que se conserva en la Biblioteca Nacional de Madrid. En él se recoge un vocabulario castellano-euskera (en su forma dialectal alavesa), con una gran influencia del castellano, por tratarse de una variedad en estrecho contacto con el romance (zona bilingüe), pero, a la vez, se encuentran arcaísmos infrecuentes o desconocidos en otros dialectos del euskera.
Este diccionario se conserva encuadernado junto a otros dos del mismo autor, uno en italiano y otro en francés, en los que pone: 

á Nicolao Landuchio Civitatis Lucae Regionis Toscaniae Suae Vernaculae Linguae peritissimo y a Nicolao Landuchio Civitatis Lucae Regionis Toscaniae Suae Vernaculae suae Lingua, atque Franconicae peritissimo.